# Mari Kiss
Dans le nom hongrois Kiss Mari, le nom de famille précède le prénom, mais cet article utilise l’ordre habituel en français Mari Kiss, où le prénom précède le nom.
Pour les articles homonymes, voir Kiss.
Mari Kiss, née le 9 octobre 1952 à Bükkaranyos, est une actrice hongroise,.,.

## Filmographie partielle
Cinéma
- 1974 : Napraforgó de Gergely Horváth
- 1974 : Bástyasétány hetvennégy de Gyula Gazdag
- 1975 : Amerikai anzix de Gábor Bódy
- 1976 : Azonosítás de László Lugossy
- 1976 : Tükörképek de Rezsö Szörény
- 1976 : A királylány zsámolya de Tamás Fejér
- 1977 : Kísértés de Károly Esztergályos
- 1977 : Une nuit très morale (Egy erkölcsös éjszaka) de Károly Makk
- 1978 : Kihajolni veszélyes de János Zsombolyai
- 1979 : Rosszemberek de János Zsombolyai
- 1982 : Le Vautour (Dögkeselyű) de Ferenc András
- 2004 : Adorable Julia d’István Szabó